# سن-اوبر (بلژیک)
شهر سن-اوبر (به فرانسوی: Saint-Hubert) در شهرستان نوفشتو (بلژیک)  در استان لوکزامبورگ  در منطقه فدرال والوون در کشور بلژیک واقع شده‌است.